# Guido Westerwelle
Guido Westerwelle, född 27 december 1961 i Bad Honnef i Nordrhein-Westfalen, död 18 mars 2016 i Köln, var en tysk politiker. Han var ordförande för det liberala partiet Freie Demokratische Partei (FDP) från 2001 till 2011. Westerwelle var Tysklands utrikesminister 2009–2013 samt landets vicekansler 2009–2011.

## Biografi
Guido Westerwelle föddes i Bad Honnef som son till Heinz och Erika Westerwelle som båda var jurister. När han var åtta skiljde sig föräldrarna och han växte sedan upp hos fadern i Bonn. Han tog studenten på Ernst-Moritz-Arndt-Gymnasium 1980. Han studerade sedan juridik på Bonns universitet och tog sin första juridiska statsexamen 1987 och sin andra statsexamen 1991. 1994 promoverade han till juridisk doktor. Han var verksam som advokat på sin fars advokatbyrå från 1991 till att han valdes till FDP:s generalsekreterare 1994. 
Westerwelle blev medlem i liberala FDP 1980 och var en av grundarna av ungdomsförbundet Junge Liberale som han var ledare för 1983–1988. 1988 valdes Westerwelle in i FDP:s partistyrelse. Westerwelle var generalsekreterare för FDP 1994-2001. 2001 valdes han till ny partiordförande vid partikongressen i Düsseldorf. 2002 var han FDP:s kanslerkandidat, den första i historien, och partiet valde för första gången på många år att inte liera sig med CDU/CSU eller Socialdemokraterna. Under Westerwelles ledning nådde FDP 2009 sitt bästa valresultat någonsin med 14,6 procent. I den efterföljande koalitionen med CDU/CSU valdes Westerwelle till utrikesminister. 2011 avgick Westerwelle posten som partiledare. När FDP åkte ur förbundsdagen efter förbundsdagsvalet 2013 lämnade Westerwelle sin plats i förbundsdagen.
Westerwelle ingick år 2010 i registrerat partnerskap med företagsledaren Michael Mronz.
Den 18 mars 2016 avled Westerwelle i akut leukemi.